# Павия, Мануэль
Мануэ́ль Пави́я и Родри́гес де Альбуке́рке (исп. Manuel Pavía y Rodríguez de Alburquerque; 2 августа 1828, Кадис — 4 января 1895, Мадрид) — испанский генерал.
Мануэль Павия был сыном адмирала Павии, достаточно известного испанского офицера начала XIX века. Он поступил в Королевский артиллерийский колледж в Сеговии в 1841 году, стал лейтенантом в 1846 году, капитаном в 1855 году и генералом в 1862 году. Три года спустя он вошёл в окружение генерала Хуана Прима и принял участие в двух неудачных революционных выступлениях, организованных Примом в 1866 году, а затем, после двух лет изгнания, — в успешной революции 1868 года. Павия приложил значительные усилия в борьбе против республиканского восстания в южных провинциях. Правительства короля Амадея Савойского с 1871 по 1873 годы также отмечали значительную принесённую им пользу. После отречения короля генерал Павия подавил карлистские и кантональные восстания в главных городах на юге страны.
В трёх случаях в течение насыщенного 1873 года в качестве капитана-генерала Мадрида он предлагал свои услуги, для того чтобы положить конец анархии, которая бушевала в провинциях и к дезорганизовывала Кортесы. Во всех случаях он использовал одни и те же аргументы, а именно — что они должны были выбирать между восстановлением монархии или диктаторской, военной и политической республикой, которая должна возникнуть путём сплочения вокруг её основ всех самых консервативных групп, которые совершили революцию 1868 года. Он надеялся осуществить свой замысел с Эмилио Кастеларом, но план был прерван приказом военных о роспуске Кортесов 1873 года. Как только федеральные Кортесы победили Кастелара, Павия совершил переворот 3 января 1874 года и после роспуска Кортесов стал абсолютным хозяином положения. Но, не имея личных амбиций, он обратился к генералу Серрано, предложив ему сформировать правительство с Сагастой, Мартосом, Улоа и другими консерваторами и радикалами революции.
Павия был членом возрождённых Кортесов несколько раз и умело защищался от Эмилио Кастелара, который упрекал его за ту роль, которую он сыграл в событиях 3 января 1874 года. Он скоропостижно скончался 4 января 1895 года.